# Салтыков, Николай Николаевич
Никола́й Никола́евич Салтыко́в (11 (25) мая 1872, Вышний Волочёк, Тверская губерния — 28 сентября 1961, Белград) — русский математик и механик, профессор Харьковского и Белградского университетов, член Сербской академии наук.

## Биография
Окончил Харьковский университет (1895), был оставлен для приготовления к профессорскому званию. Его учителями были А. М. Ляпунов и В. А. Стеклов.
В 1899 году защитил магистерскую диссертацию «Об интегрировании уравнений с частными производными первого порядка одной неизвестной функции». Был отправлен на стажировку во Францию и Германию. По возвращении в 1901 году получил должность экстраординарного профессора кафедры теоретической механики в Томском технологическом институте. В 1903 году занял кафедру механики в Киевском политехническом институте.
В 1906 году защитил докторскую диссертацию «Исследование по теории уравнений с частными производными первого порядка одной неизвестной функции» и вернулся в Харьковский университет, где в течение 12 лет занимал кафедру теоретической и практической механики.
Участник 2-го Всероссийского съезда преподавателей математики (1913).
В октябре 1919 года, после занятия города Деникиным, был избран гласным восстановленной Харьковской городской думы от партии кадетов, стал городским головой, но уже в декабре покинул город вместе с Добровольческой армией. Перебрался в Тифлис, стал профессором математики в местном университете и Русском политехническом институте. После того, как в феврале 1921 года правительство меньшевиков было свержено, и к власти пришли большевики, эмигрировал в Югославию.
В 1921 году был назначен экстраординарным профессором математики на философском факультете Белградского университета, в 1930 году королевским указом — ординарным профессором.
Участвовал в работе Русской академической группы в Белграде и Русского научного института, представлял эти организации на международных собраниях русской академической эмиграции: Международном математическом конгрессе в Цюрихе (1932, делегат от Русской академической группы в Югославии), 1-м Конгрессе математиков славянских стран (от Русского научного института в Белграде). Также был докладчиком на 4-м Съезде Русских академических организаций за границей (Белград, 1929), Межбалканском математическом конгрессе (Афины, 1934), 1-м Конгрессе физиков и математиков Югославии (Белград, 1949).
Член-корреспондент (1934), действительный член (1946) Сербской Королевской академии наук. Член Общества математиков, физиков и астрономов Народной республики Сербии, Союза математиков, физиков и астрономов Югославии.
В 1946 году стал научным сотрудником только что основанного Математического института Сербской Академии наук. В 1954 году вышел на пенсию, но продолжал участвовать в работе института как почетный сотрудник.
Скончался в 1961 году. Похоронен на Новом кладбище Белграда.

## Научные публикации
Опубликовал около 300 работ, в том числе более 100 — в эмиграции. Большинство исследований связано с теорией дифференциальных уравнений с частными производными. Печатался в «Сообщениях Харьковского Математического Общества», «Записках Харьковского Университета», «Киевских Университетских Известиях», а также французских журналах: «Nouvelles Annales de Mathématiques», «Comptes rendus des Séances de l’Academie de Sciences», «Bulletin de la Société Math. de France», «Bulletin des Sciences Mathématiques» и «Journal des Mathématiques pures et appliquées».
Ещё одной областью интересов Салтыкова была история математики, написал несколько работ на эту тему. Много сделал для популяризации достижений русских математиков за границей. Также интересовался вопросами небесной механики и геометрии.

## Награды
Орден Святого Владимира 4-й степени (1911)

## Избранная библиография
- Теоретическая механика, Томск, 1902;
- Приложение теории групп безконечно-малых преобразований к интегрированию дифференциальных уравнений при помощи квадратур, Киев, 1904;
- Об основных законах механики, Киев, 1907;
- О некоторых вопросах преподавания в высших технических учебных заведениях, Киев, 1907;
- О развитии теории уравнений с частными производными первого порядка одной неизвестной функции, СПб., 1911;
- Теоретическая механика: Динамика, Харьков, 1911;
- О полных интегралах уравнений с частными производными, Москва, 1916;
- Теория уравнений в частных производных первого порядка с одной неизвестной функцией, Париж, 1925;
- Классические методы интегрирования уравнений с частными производными первого порядка, Париж, 1931;
- Современные методы интегрирования уравнений с частными производными первого порядка с одной неизвестной функцией, Париж, 1935;
- Методы интегрирования уравнений с частными производными первого порядка с одной неизвестной функцией, Белград, 1947.